# Mokusei
Mokusei (in olandese Mokusei! Een liefdesverhaal) ha per sottotitolo una storia d'amore ed è il romanzo pubblicato nel 1982 in prima edizione olandese e nel 1994 in prima edizione italiana dallo scrittore olandese Cees Nooteboom.

## Descrizione
Mokusei è il romanzo di Cees Nooteboom scritto dopo Een lied van schijn en wezen (pubblicato in Italia col titolo Il canto dell'essere e dell'apparire) del 1981 
Tratta della relazione tra un olandese e una giapponese e termina con un sentimento di alienazione causato in gran parte dalla differenza tra le culture, quella giapponese e quella europea. Il sottotitolo che cita l'amore può trarre in inganno e il protagonista è un fotografo in  Giappone che scatta immagini sia al Paese sia ad una donna. C'è la citazione del fantasy e la realtà si intromette, sconosciuta e rifiutata. La prosa appare distante e intima, arriva al morboso e all'astratto. I tempi, recente e passato, si confondono. L'autore invita a leggere e rileggere fino a perdersi in riflessioni. Spetterà al lettore capire cosa crede di capire.

## Trama
Mokusei è la donna giapponese che fa innamorare Arnold Pessers. Arnold è un fotografo partito dai Paesi Bassi che deve scattare immagini per illustrare un dépliant per i turisti. La donna appare poco alla volta enigmatica come lo stesso Giappone risulta agli occhi di in europeo. La vicenda rimane in parte solo accennata e il fotografo non si rende neppure conto di cosa in realtà avviene mentre lavora. Le immagini che gli restano sulla lastra fotografica lo fanno tornare indietro nel tempo e ad un certo punto ritrova due istantanee di Mokusei identiche tra loro anche se scattate a distanza di cinque anni di distanza. Il fotografo, davanti a questa scoperta, non sa capire se la donna in realtà in questi cinque anni sia invecchiata.

## Struttura
Si tratta strutturalmente di romanzo breve che racconta in modo discontinuo un amore, non è chiaro se per il Giappone o per Mokusei.

## Edizioni

### Edizione originale in olandese
- (NL) Cees Nooteboom, Mokusei!: een liefdesverhaal, Amsterdam, Uitg. De Arbeiderspers, 1982, OCLC 17083603.

### Edizione in italiano
- Cees Nooteboom, Mokusei: una storia d'amore, traduzione di Fulvio Ferrari, Milano, Iperborea, 1994, ISBN 9788870910421, OCLC 797472980.

### Edizioni in altre lingue
- (FR) Cees Nooteboom, Mokusei!: une histoire d'amour, traduzione di Philippe Noble, Arles, ACTES SUD, 1987, OCLC 79608686.
- (HR) Cees Nooteboom, Mokusei!: ljubavna pric̆a, traduzione di Ivana Šćepanović, Novi Sad, Prometej, 1994, OCLC 68328580.
- (DE) Cees Nooteboom, Mokusei! eine Liebesgeschichte, Frankfurt am Main, Suhrkamp, 2005, OCLC 76664116.
- (TR) Cees Nooteboom, Mokusei, İstanbul, Sel, 2009, OCLC 463545497.
- (EN) Cees Nooteboom, Mokusei: a love story, traduzione di Adrienne Dixon, London, Seagull Books, 2017, OCLC 979568537.